# دربی آمریکا ۲۰۲۴
دربی آمریکا ۲۰۲۴ اولین دوره از مسابقات فوتبال بین قاره‌ای بین نمایندگان آمریکای شمالی و جنوبی بود. این مسابقات توسط فیفا و به عنوان یک دور مقدماتی برای چلنجر کاپ و جام بین قاره‌ای افتتاح شد و برندگان مسابقات قاره‌ای هر منطقه را به گرد هم آورد تا بهترین تیم را مشخص کند.
پاچوکا مکزیک با شکست ۳–۰ بوتافوگو، اولین قهرمان این مسابقات شد.

## پیش زمینه
جدال بین تیم‌های آمریکای جنوبی با تیم‌های آمریکای شمالی، خصوصا از کشور مکزیک، همیشه یک رقابت هیجان‌انگیز در قاره آمریکا به شمار می‌آمد. در ابتدا، این دربی توسط کوپا اینترامریکانا متولد شد، مسابقه‌ای که قهرمان فصل جام لیبرتادورس را به مصاف با قهرمان جام قهرمانان کونکاکاف دعوت می‌کرد. این مسابقه که در مجموع ۱۸ بار انجام شد، طرفداران زیادی پیدا نکرد زیرا تیم‌های جنوبی معمولا قهرمان بی‌دردسر مسابقات بودند. از اواخر دهه ۱۹۹۰، تیم‌های مکزیکی این اجازه را پیدا کردند که در جام لیبرتادورس شرکت داشته باشند. این دسترسی در ابتدا به تیم‌های دیگری همچون نیویورک ردبولز آمریکا و آلاخولنسه کاستاریکا نیز داده شد اما در مسابقات بعدی، خبری از آنها نشد. تیم‌های مکزیکی در ابتدا باید با نمایندگان ونزوئلا بازی می‌کردند و تیم برنده به مرحله گروهی لیبرتادورس صعود می‌کرد، اما بعد از تبدیل شدن آنها به یکی از قدرت‌های جام، آنها به صورت مستقیم به مسابقات راه یافتند. مکزیکی‌ها در دوران حضور در جام لیبرتادورس، ۳ بار نایب قهرمان شدند و تیم پاچوکا حتی موفق به یک قهرمانی در جام سودامریکانا شد. این رقابت تا سال ۲۰۱۷ ادامه داشت اما بعد از آن، تیم‌های مکزیکی به دلیل تغییر تاریخ مسابقات، نتوانستند دیگر در جام لیبرتادورس شرکت کنند.
جام اینترامریکانا بعد از نسخه ۱۹۹۸ منحل شد، زیرا که هر دو قهرمان قاره و دیگر قاره‌ها به مسابقات قهرمانی باشگاه‌های جهان و بعدا جام باشگاه‌های جهان دعوت می‌شدند و این احتمال را داشتند که در مقابل یکدیگر قرار بگیرند. با تولد جام جهانی باشگاه‌ها و ۳۲ تیمی شدن مسابقات، فیفا تورنمنت جدیدی به نام جام بین قاره‌ای فیفا را معرفی کرد که همچنان از فرمت قبلی جام باشگاه‌ها پیروی می‌کرد. فرق مهم جام بین قاره‌ای با جام باشگاه‌های جهان این بود که این تورنمنت به مسابقات کوچک‌تری تقسیم شده بود و دربی آمریکا هم یکی از آن مسابقات کوچک بود. برنده مسابقات به چلنجر کاپ راه می‌یافت و با برنده «جام آفریقا-آسیا-اقیانوس آرام» بازی می‌کرد، و تیم برنده آن مسابقه نیز به جام بین قاره‌ای راه می‌یافت و در برابر نماینده اروپا به رقابت می‌پرداخت.

## تیم‌ها
| تیم      | کنفدراسیون | صلاحیت                            | تاریخ صلاحیت   |
| -------- | ---------- | --------------------------------- | -------------- |
| پاچوکا   | کونکاکاف   | قهرمان جام قهرمانان کونکاکاف ۲۰۲۴ | ۱ ژوئن ۲۰۲۴    |
| بوتافوگو | کونمبول    | قهرمان جام لیبرتادورس ۲۰۲۴        | ۳۰ نوامبر ۲۰۲۴ |

## مسابقه
| بوتافوگو | ۰–۳   | پاچوکا                                |
| -------- | ----- | ------------------------------------- |
|          | گزارش | - ادریسی ۵۰' - دئوسا ۶۶' - روندون ۸۰' |